# Ectoedemia expeditionis
Ectoedemia expeditionis is een vlinder uit de familie dwergmineermotten (Nepticulidae). De wetenschappelijke naam van deze soort is voor het eerst geldig gepubliceerd in 2004 door Mey.
De soort komt voor in tropisch Afrika.